# Felix Weinold
Felix Weinold (* 1960 in Augsburg) ist ein deutscher Künstler. Sein Werk umfasst unter anderem Malerei, Zeichnung, Druckgrafik, Fotografie, Video und Kunst am Bau. Neben seiner Tätigkeit als bildender Künstler ist er auch als Bühnenbildner sowie als Kurator von Ausstellungen und Gestalter von Katalogen für Museen und Künstler tätig.

## Ausbildung und Studium
Felix Weinold machte nach dem Abitur Praktika im Malersaal des Stadttheaters Augsburg unter Wolfgang Buchner und als Bühnenbildassistent beim Gastregisseur Filippo Sanjust. Anschließend folgte ein Praktikum in der Werbeagentur Strehlau und Hofe in Freiburg. Weinold studierte von 1982 bis 1988 an der Akademie der Bildenden Künste in München bei Gerhard Berger und Manfred Hollmann. 1988 nahm er an der Ausstellung „La Belle et la Bête“ von Studenten mit Daniel Spoerri teil. Er war Meisterschüler bei Berger und erhielt 1988 das Akademiediplom. Schon während des Studiums und im Anschluss daran gestaltete Weinold Buchumschläge, u. a. für dtv, Luchterhand, Langen Müller, nymphenburger.

## Künstlerische Medien
Weinolds Arbeiten bewegen sich zwischen Abstraktion und Figuration und zeichnen sich durch ihre experimentellen und medienübergreifenden Ansätze aus. Um die Strategie der Aneignung fremden Materials zu betonen, gab Weinold einer ganzen Serie von Ausstellungen den Titel „Diebstahl verpflichtet“.
Auch in der Fotografie spielt die Übernahme von heterogenem Bildmaterial aus Internet, Zeitschriften, Postkartensammlungen etc. eine wichtige Rolle.
Weinolds Videoarbeiten haben oft experimentellen Charakter, wie z. B. in der Arbeit „Wühltisch“ von 2015, bei der auf einen Tisch akkurat in Form eines Mondrian-Gemäldes ausgelegte T-Shirt-Stapel in Zeitlupe von in den Bildraum greifenden Händen sukzessive aufgehoben, wieder hingeworfen und zuletzt weggenommen werden, und dabei das Bild ins chaotische verändern und dekonstruieren.
Neben seiner Arbeit als bildender Künstler gestaltet Felix Weinold Bühnenbilder für das Staatstheater Augsburg, z. B. für die Ballette „Narciss/Bolero“ (2017), „Together“ (2018) und „The Piece“ (2019) des Choreographen Riccardo de Nigris, und das szenische Oratorium von Joseph Haydn und Bernhard Lang „Das Ende der Schöpfung“ unter der Regie von André Bücker.

## Kunst am Bau
Felix Weinold hat eine Reihe von Kunst-am-Bau-Projekten realisiert, u. a. für die Stadtbücherei Augsburg („ECHO“, 2010) und die JVA Kaisheim („Raum & Zeit“, 2021, in Zusammenarbeit mit LabBinaer).

## Kuratorische Tätigkeit
Felix Weinold hat mehrere Ausstellungen organisiert, u. a. die interventionellen Projekte „KUNST | STOFF“ (2015), in Zusammenarbeit mit dem Staatlichen Textil- und Industriemuseum Augsburg (tim), und „hutartig“ (2020) in Zusammenarbeit mit dem Deutschen Hutmuseum Lindenberg.

## Ausstellungen

### Einzelausstellungen (Auswahl)
(Quelle: Museum Walter)
- 1997 Pamplona, Ciudadela: La Habana (Katalog)
- 1999 Städtische Kunstsammlungen Augsburg, Neue Galerie im Höhmannhaus: Chelsea (Katalog)
- 2003 Kunststiftung Pro Arte, Ulm, Galerie im Kornhauskeller
- 2007 Weiden, Kunstverein
- 2010 Stadtmuseum Weilheim
- 2013 Kunstsammlungen und Museen Augsburg, Neue Galerie im Höhmannhaus, Augsburg: blank, in Zusammenarbeit mit LabBinaer. (Katalog)
- 2014 eventinove arte contemporaneo, Borgomanero, Italien
- 2016 Schloss Schramberg / Stadtmuseum: Diebstahl verpflichtet
- 2016 Burghausen / Liebenweinturm: Schöne Aussichten
- 2017 Ballonmuseum, Gersthofen: Falscher Hase (Katalog)
- 2020 Kunstverein Augsburg, Holbeinhaus: PRAKTISCH (Katalog)
- 2023 Schloss Weißenborn (Katalog)
- 2024 tim, Staatliches Textil- und Industriemuseum Augsburg: BROKEN FACES[13]
- 2024 Musée Würth, Erstein/Frankreich: Frisbee! Sport und Freizeit. Sammlung Würth (K)

### Gruppenausstellungen (Auswahl)
- 1988 Fundushalle, München: La Belle et la Bête (Kunststudenten und Prof. Daniel Spoerri)[1]
- 1998 Interimsmuseum der Bildenden Künste, Leipzig: Deutsche Malerei des 20. Jahrhunderts, Ansichten eines Privatsammlers[14] (Katalog[15])
- 1999 Haus der Kunst, München: Es muß nicht immer Rembrandt sein – Druckgrafische Sammlung des Kunsthistorischen Instituts München (Katalog)[16]
- 2002 Märkisches Museum, Berlin: Hommage an Hermann Wiesler (Buchedition: Bilderleben II)[17]
- 2013 Kunsthalle Würth, Schwäbisch Hall: Von Kopf bis Fuß – Das Menschenbild im Spiegel der Sammlung Würth[18] (Katalog)
- 2013 Kunsthalle Würth, Schwäbisch Hall: Menagerie – Tierschau aus der Sammlung Würth[19] (Katalog)
- 2013 1. Biennale im Haus der Kunst München: Vanity Flair[20]
- 2013 1. Preis Installation, Sculpture, Live Media, i. Zus. mit LabBinaer[21]
- 2016 Ballonmuseum Gersthofen: Ausstellung zum Kunstpreis. Gewinner des 32. Kunstpreises[22]
- 2016 Galerie Prisma, Bozen: Über alle Berge[23] (Katalog)
- 2017 Kunsthalle Faust, Hannover: Territorien[24]
- 2017 Haus der Kunst, München: 3. Biennale: Faktor X – das Chromosom der Kunst (Katalog)[25]
- 2018 Galerie Noah, Augsburg: Endstation Sehnsucht – Die neue deutsche Romantik[26]
- 2019 Halle 50 / Domagk, München: Territorien (Katalog)[27]
- 2019 Museum Würth, Schwäbisch Hall: Lust auf mehr – Neues aus der Sammlung Würth zur Kunst nach 1960 (Katalog)[28]
- 2020 Staatliches Textil- und Industriemuseum Augsburg: Amish Quilts meet Modern Art (Katalog)[29]
- 2020 Haus der Kunst, München: Götzendämmerung/Twilight of the Idols[30] (Katalog)
- 2021 Haus der Kunst, Baden bei Wien, Österreich: Spannungsverhältnisse im Dialog[31] (Katalog)
- 2022 Museum Würth, Schwäbisch Hall: Sport, Spass & Spiel in der Sammlung Würth[32] (Katalog)
- 2024 Haus der Kunst, München: Into the bubble!,[33] KV im Haus der Kunst (Katalog)

## Werke in Sammlungen (Auswahl)
- Bayerische Staatsgemäldesammlungen, München,
- Sammlung Moderne Kunst in der Pinakothek der Moderne München
- Biblioteca Nacional, Madrid
- Druckgraphische Sammlung des Kunsthistorischen Instituts München
- Fundación Ortega y Gasset, Madrid
- Karl-Blossfeldt-Stiftung, Köln
- Kreditanstalt für Wiederaufbau
- Kunstmuseum Walter
- Landeszentralbank, Augsburg
- Sal. Oppenheim, Zürich
- Sammlung Deutsche Bank, Frankfurt
- Sammlung Gunzenhauser
- Sammlung Würth
- SBB Schweizerische Bundesbahnen
- Signal IDUNA, Dortmund und Hamburg
- Stadt Ehingen
- Städtische Kunstsammlungen, Augsburg